# ZCad
ZCad — кроссплатформенная, открытая и свободная САПР для 2-мерного черчения, 3-мерного моделирования и проектирования электротехнических систем.
ZCad использует формат DXF для сохранения и импорта чертежей.
Возможности:
- Быстрый рендеринг с использованием OpenGL
- Кроссплатформенность
- Поддержка файлов формата DXF
- Использование шрифтов SHX, TTF
- Полярное отслеживание
- Объектная привязка

Написан на Free Pascal в среде программирования Lazarus.